# (91) Egina
Egina és l'asteroide núm. 91 de la sèrie. Fou descobert per l'astrònom Édouard Jean-Marie Stephan a Marsella (França) el 4 de novembre del 1866. Fou el seu segon i darrer asteroide descobert. És un asteroide gros del cinturó principal, amb una superfície acolorida i molt fosca, i probablement amb una composició de carboni. El seu nom es deu a Egina de la mitologia grega, figura associada a l'illa del seu mateix nom, Egina. Té un diàmetre de 109,8 quilòmetres i el seu període rotatiu és de 6,025 hores.